# Die Jagd nach dem Schatz der Nibelungen
Die Jagd nach dem Schatz der Nibelungen ist ein deutscher Abenteuerfilm aus dem Jahr 2008. Der Film wurde erstmals am 31. August 2008 bei RTL ausgestrahlt. Als Fortsetzungen wurde 2010 Die Jagd nach der Heiligen Lanze und 2012 Die Jagd nach dem Bernsteinzimmer gesendet.

## Handlung
Nachdem Karl der Große den legendären Schatz der Nibelungen bereits gefunden hatte, gab es Streit mit dem Papst. Deshalb versteckte Karl den Schatz wieder und hinterließ einige Hinweise, die ein weiser Mann in Zukunft richtig deuten sollte. Der Archäologe Eik Meiers war vor acht Jahren bereits auf der Jagd nach dem Schatz, doch als er dabei auf Rügen seine Frau und seinen besten Freund verlor, gab er die Suche auf.
Eines Tages stehlen Verbrecher in den Kreidefelsen von Rügen ein Dachgemälde, das als Schatzkarte gilt. Eik will nichts mehr mit der Geschichte zu tun haben. Doch dann entdeckt seine 15-jährige Tochter Kriemhild (kurz: Krimi) das wahre Schicksal ihrer verstorbenen Mutter sowie ein Amulett aus der Zeit Karls des Großen und Eiks Freund, der Restaurator Justus, drängt ihn zu einer erneuten Schatzjagd, bei der das Amulett der erste Hinweis ist. Für das Amulett brauchen sie noch einen Solidus, doch das im Museum ausgestellte Exemplar wurde soeben gestohlen. Eik gerät unter Verdacht und als jemand in seine Wohnung einbricht, ahnt er, dass die profitgierigen Verbrecher den Nibelungenschatz stehlen wollen.
Justus rekonstruiert den Solidus und das Bild des Erzbischofs Hildebold auf dem Amulett und führt die Schatzsucher in die Katakomben des Kölner Doms. Währenddessen versucht Heinrich Brenner, der mit Hilfe des Drachenbluts seine Krankheit überwinden will, die Museumsleiterin Katharina Berthold auf seine Seite zu ziehen. Doch Katharina lehnt mit Nachdruck ab und hilft stattdessen Eik und Justus im Kölner Dom, die in einer geheimen Nekropole den vergoldeten Arm Karls des Großen finden, in der ein Unterarmknochen des Herrschers versteckt ist. Diese Reliquie verweist auf die Externsteine im Teutoburger Wald. Dort entdecken die drei Schatzsucher Karls Reichsapfel, der einen Apfelkern enthält. Aber Eiks ehemaliger Freund André taucht überraschend auf. Er verrät Eik, dass er für die Sprengung des Felsens auf Rügen verantwortlich war, bei dem Eiks Frau starb. Nach einem Kampf stiehlt er den Schatzsuchern die bisher gefundenen Reliquien.
Trotzdem findet das Trio den Weg nach Aachen, wo sie die Karlsbüste während eines Symposiums aus dem Aachener Dom entwenden. Als die Verbrecher ihnen die Büste stehlen, scheinen diese gewonnen zu haben. Doch kurz darauf stellt Eik fest, dass er den wichtigsten Teil noch besitzt – die Schädelplatte. Der Knochen führt die Schatzsucher zum Schloss Neuschwanstein und durch Löcher in der Schädelplatte werden sie auf einen Wasserfall aufmerksam. Dahinter befindet sich eine Höhle, in der Eik und Katharina das Puzzle zusammensetzen, nachdem sie alle Reliquien wiedererlangt haben. Ein Lichtstrahl zeigt auf einen Berg, den Eik wiedererkennt.
In dem Berg betreten sie zusammen mit Brenner eine eisige Höhle, in der sie den Nibelungenschatz finden. Brenner stürzt sich auf
das Drachenblut. Doch dann kommt André mit Krimi als Geisel und erschießt Brenner. Als Eik ihm Siegfrieds Schwert zuwirft, zerbricht das Eis unter André und dieser wird vom Schwert durchbohrt. Die Höhle stürzt ein, aber die Schatzsucher können sich retten. Schließlich erhält Justus einen Anruf, der ein neues Abenteuer rund um die Heilige Lanze verspricht.

## Produktion
Dreamtool Entertainment produzierte den Film im Auftrag von RTL. Die Produktion wurde von der Filmstiftung NRW und FFF Bayern gefördert. Die Dreharbeiten fanden von August bis Oktober 2007 statt.
Gedreht wurde zum großen Teil an Originalschauplätzen in Deutschland; dazu gehören der Kölner Dom, der Aachener Dom, die Externsteine im Teutoburger Wald und Schloss Neuschwanstein. Die restlichen Szenen entstanden in einer Halle in Köln, in der sich unter anderem die Kulissen für die Nekropole befanden, und einem Schwimmbad mit hydraulischem Boden in Wiehl. Der Film wurde beim Medienforum.NRW am 5. Juni 2008 in Köln gezeigt.

## Kritiken
Peter Luley schreibt bei Spiegel Online, dass man eine „kleine Geschichtsklitterung“ akzeptieren müsse. „Wer das tut, bekommt aufwendig-fröhliches Popcorn-TV geboten, bei dem nicht nur der Nibelungen-Mythos von Edelsteinen, Drachenblut-Phiole und Tarnkappe geplündert wird, sondern auch der Zitatenschatz des modernen Abenteuerkinos.“ Neben der „übersichtliche[n] Gut-Böse-Anordnung“ betont er die „fotogenen Handlungsschauplätzen“ und die intensiv dröhnende Musik. Der Rezensent von kino.de beschreibt den Film als „[w]ilde Mischung, aber enorm kurzweilig [...] Entscheidenden Anteil an der Kurzweiligkeit des Films haben die Rätsel, deren Lösungen die Schatzjäger in immer wieder neue gruselige Katakomben und Felshöhlen führen. [...] Schade nur, dass man kaum Zeit hat, die Plausibilität der Lösungen zu würdigen.“ Rainer Tittelbach beurteilt diesen Versuch eines Abenteuerfilms im Fernsehen als „grandios gescheitert [...]. Benjamin Sadler ist kein Nicolas Cage, Bettina Zimmermann keine Cate Blanchett und Grimme-Preisträger Ralf Huettner ist nicht der Richtige für dieses Genre.“ Er kommt zu dem Fazit: „Alles ist viel zu dick aufgetragen. Unter der Last, für Fernsehverhältnisse etwas Großes zu schaffen, bricht der Film zusammen.“

## Auszeichnungen
Beim Deutschen Fernsehpreis 2008 war der Film in mehreren Kategorien nominiert, konnte jedoch keine Auszeichnung gewinnen.
- Bester Fernsehfilm/Mehrteiler
- Bester Schauspieler (Benjamin Sadler)
- Beste Musik (Klaus Badelt)
- Beste visuelle Effekte (Denis  Behnke)